# Levenda
Levenda (en rus: Левенда) és un poble de l'óblast de Vladímir, a Rússia, segons el cens del 2010 tenia 179 habitants. Pertany al districte municipal de Mélenki.